# Allgemeine Erklärung der Menschenrechte

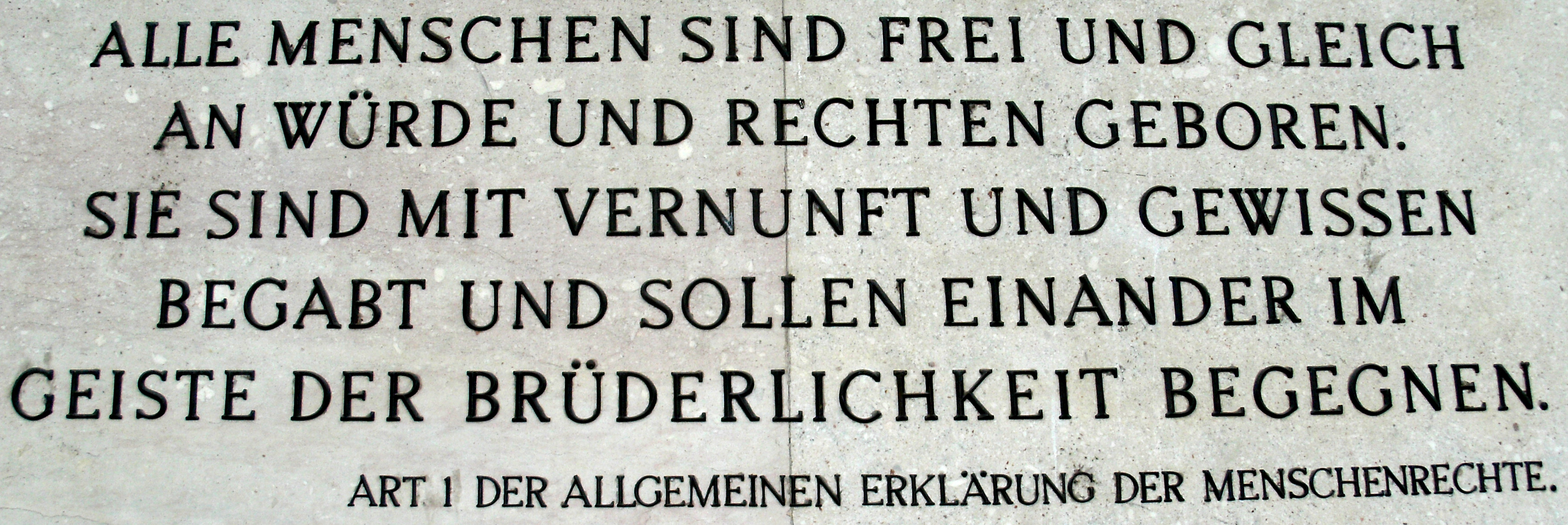
Text des Artikels 1 an der Außenwand des österreichischen Parlamentsgebäudes in Wien

Die Allgemeine Erklärung der Menschenrechte (A/RES/217 A (III)) oder kurz AEMR ist eine rechtlich nicht bindende Resolution der Generalversammlung der Vereinten Nationen zu den Menschenrechten. Sie wurde am 10. Dezember 1948 im Palais de Chaillot in Paris verkündet. Nach einer Präambel beginnt sie mit:

„Alle Menschen sind frei und gleich an Würde und Rechten geboren.“

Der 10. Dezember als Tag der Verkündung wird seit 1948 als Tag der Menschenrechte begangen.

## Grundlagen
Die Menschenrechtserklärung besteht aus 30 Artikeln. Diese enthalten grundlegende Ansichten über die Rechte, die jedem Menschen zustehen sollten, „ohne irgendeinen Unterschied, etwa nach Rasse, Hautfarbe, Geschlecht, Sprache, Religion, politischer oder sonstiger Überzeugung, nationaler oder sozialer Herkunft, Vermögen, Geburt oder sonstigem Stand“ und unabhängig davon, in welchem rechtlichen Verhältnis er zu dem Land steht, in dem er sich aufhält. Mit Übersetzungen in nach Angaben des Office of the High Commissioner for Human Rights mehr als 460 Sprachen ist sie einer der meistübersetzten Texte.
Schon die Präambel erklärt als grundsätzliche Absicht „Freiheit, Gerechtigkeit und Frieden in der Welt“, und Glauben an die grundlegenden Menschenrechte, an „die Würde und den Wert der menschlichen Person und an die Gleichberechtigung von Mann und Frau“.

## Rechtlicher Status
Die Allgemeine Erklärung der Menschenrechte ist ein Ideal, an dem Orientierung zu finden sei, keine verbindliche Rechtsquelle des Völkerrechts, weil die Vollversammlung der Vereinten Nationen kein Völkerrecht schaffen kann. Als solche sind sie nicht justiziabel, nicht einklagbar. Sie wurde mit der UN-Resolution 217 A (III) der UN-Vollversammlung eingeführt. Die Erklärung ist also kein völkerrechtlicher Vertrag und daher nicht als solcher verbindlich. Auch ihr Status als Resolution verleiht ihr keine verbindliche Wirkung, da nach der UN-Charta nur Resolutionen des Sicherheitsrates bindende Wirkung zukommt und eine entsprechende Regelung für Resolutionen der Vollversammlung fehlt. Einige Artikel der Allgemeinen Erklärung der Menschenrechte wurden in den beiden internationalen Pakten über Bürgerliche und Politische Rechte („Zivilpakt“, BPR) sowie über Wirtschaftliche, Soziale und Kulturelle Rechte („Sozialpakt“, ICESCR, WSKR) übernommen, beide 1966 geschlossen und 1976 in Kraft getreten; diese Bestimmungen haben dadurch im Gegensatz zu den AEMR den Rang bindender internationaler Abkommen erhalten. Weitere verbindliche Rechtsquellen sind beispielsweise das Internationale Übereinkommen zur Beseitigung jeder Form von Rassendiskriminierung und die Europäische Menschenrechtskonvention (EMRK).

## Geschichte

### Vorläufer
In der Moderne erfolgte die Formulierung in der Virginia Declaration of Rights von 1776, die großen Einfluss auf die Unabhängigkeitserklärung der Vereinigten Staaten im selben Jahr hatte:

„Wir halten diese Wahrheiten für ausgemacht, dass alle Menschen gleich erschaffen wurden, dass sie von ihrem Schöpfer mit gewissen unveräußerlichen Rechten begabt wurden, worunter Leben, Freiheit und das Streben nach Glückseligkeit sind.“

Dort sind sie bereits als „unveräußerliche“ (engl. unalienable) Rechte definiert. Die Erklärung der Menschen- und Bürgerrechte der französischen Nationalversammlung vom 26. August 1789 greift diese Ideen auf und führt sie weiter aus, basierend auf den zu der Zeit aktuellen philosophischen Ideen der Aufklärung. Einige seitdem beschlossene französische Verfassungen (1793, 1798, 1848, 1946) beginnen bzw. begannen mit einer Präambel, die Menschenrechte thematisiert. Die Allgemeine Menschenrechtserklärung nimmt mit den Worten „im Geist der Brüderlichkeit“ und „Freiheiten ohne irgendeinen Unterschied“ auf diese Rechtstradition Bezug.
Einer der ersten Versuche, den Gültigkeitsanspruch der Menschen- und Bürgerrechte über Europa und Amerika hinaus zu erweitern, war die vom African National Congress (ANC) am 16. Dezember 1943 verabschiedete Erklärung Africans’ Claims in South Africa.
Die Erklärung der Menschenrechte durch die Mitgliedsstaaten der Vereinten Nationen ist eine direkte Reaktion auf die schrecklichen Ereignisse des Zweiten Weltkriegs, in dem die Nichtanerkennung und Verachtung der Menschenrechte zu Akten der Barbarei geführt haben. Gemäß Artikel 68 der Charta der Vereinten Nationen wurde 1946 die UN-Menschenrechtskommission als eine Fachkommission des UN-Wirtschafts- und Sozialrates gegründet. Im Bewusstsein der inhaltlichen Defizite der Charta hinsichtlich der Menschenrechte war somit die erste große Aufgabe der neu gegründeten Kommission die Erarbeitung eines internationalen Menschenrechtskodex (International Bill of Rights). Ende Januar 1947 nahm die aus 18 Experten bestehende Kommission unter der Leitung Eleanor Roosevelts ihre Arbeit auf.
Wesentlichen Anteil an der Abfassung hatten der kanadische Jurist John Peters Humphrey, der libanesische Politiker und Philosoph Charles Malik, der französische Jurist René Cassin, der chinesische Philosoph und Diplomat Peng Chun Chang, Eleanor Roosevelt, die Witwe des vormaligen US-Präsidenten Franklin D. Roosevelt, sowie Jacques Maritain, ein französischer Philosoph.
Im Rahmen der 2500-Jahr-Feier der Iranischen Monarchie wurde der Inhalt des altpersischen Kyros-Zylinders aus dem 6. Jahrhundert v. Chr. als erste Menschenrechtserklärung bezeichnet.

### Die Verhandlungen
Das Verhandlungsklima war bereits stark von dem Konflikt zwischen Ost und West geprägt. Seine Ausmaße umspannten bald den ganzen Globus und sollten Hunderte von Kriegen und Konflikten mit massivsten Menschenrechtsverletzungen auslösen. Eleanor Roosevelt musste bald den Plan eines völkerrechtlich bindenden Menschenrechtspaktes aufgeben und sich angesichts der sich stetig verhärtenden Fronten entschließen, mehrstufig vorzugehen. Sie hatte sich zunächst nur auf den Entwurf einer unverbindlichen Erklärung der Menschenrechte zu konzentrieren. Die Einigung auf die rechtlich bindende Form eines völkerrechtlichen Vertrages wurde auf später verschoben, denn dieser schien zu diesem Zeitpunkt nicht nur sehr zeitaufwändig, sondern vor allem unsicher im Vergleich zu einer allgemeinen Erklärung, die im Grunde nur eine bloße Empfehlung darstellen würde. Was man aber zunächst erreichen wollte, war eine Definition des zu schützenden Bestandes an Menschenrechten, um so eine universale Rechtsauffassung zum Ausdruck zu bringen. Doch auch dies sollte, wie sich bald zeigte, komplizierter als zuvor vermutet werden. Während die westlichen Staaten ausschließlich politische und bürgerliche Freiheitsrechte in die Erklärung aufnehmen wollten, bestanden die Sowjetunion und andere sozialistische Staaten auf demselben Stellenwert wirtschaftlicher und sozialer Rechte. Vor dem Hintergrund all dieser Meinungsverschiedenheiten offenbarte sich die letztendlich am 10. Dezember 1948 verabschiedete Fassung der Allgemeinen Erklärung der Menschenrechte als das Resultat eines schwierigen Kompromisses und war allgemein genug gehalten, damit er unterschiedlich akzentuierte Auslegungen der Menschenrechte zuließ.

### Verabschiedung
Am 10. Dezember 1948 wurde die Allgemeine Erklärung der Menschenrechte mit 48 Ja-Stimmen, 0 Gegenstimmen und 8 Enthaltungen verabschiedet. Die Enthaltungen kamen von der Sowjetunion, der Ukraine, Weißrussland, Polen, der ČSSR, Jugoslawien, Saudi-Arabien und Südafrika. Zu den Ja-Stimmen zählte auch diejenige des UNO-Gründungsmitgliedes Republik China, des Vorgängers der Volksrepublik China.

### Weitere grundlegende Menschenrechtschartas
Die Europäische Menschenrechtskonvention (EMRK) vom 4. November 1950 ist weitgehend von der UN-Charta beeinflusst. In Form der Charta der Grundrechte der Europäischen Union (GRCh, 2000/2009) bildete sie die Basis der Bestrebungen zu einer gemeinsamen Verfassung der EU.
Im Jahr 1990 beschloss die Organisation der Islamischen Konferenz die Kairoer Erklärung der Menschenrechte, die inhaltlich erheblich von der Allgemeinen Erklärung der Menschenrechte abweicht, obwohl sie im Wortlaut ähnlich gehalten ist. Sie garantiert z. B. keine Gleichberechtigung von Männern und Frauen und kein Recht auf freie Wahl der Religion oder des Ehepartners. Weiter stellt sie alle dargestellten Rechte unter den Vorbehalt der islamischen Scharia.
Die Arabische Charta der Menschenrechte wurde 2004 von der Arabischen Liga beschlossen und liegt näher an der Allgemeinen Erklärung der Menschenrechte.
Im Juli 2010 erklärte die UN-Vollversammlung mehrheitlich das Recht auf Wasser zum Menschenrecht. Auch diese Erklärung ist aber aus denselben Gründen wie bei der Menschenrechtscharta völkerrechtlich nicht verbindlich.

## Liste der Menschenrechte

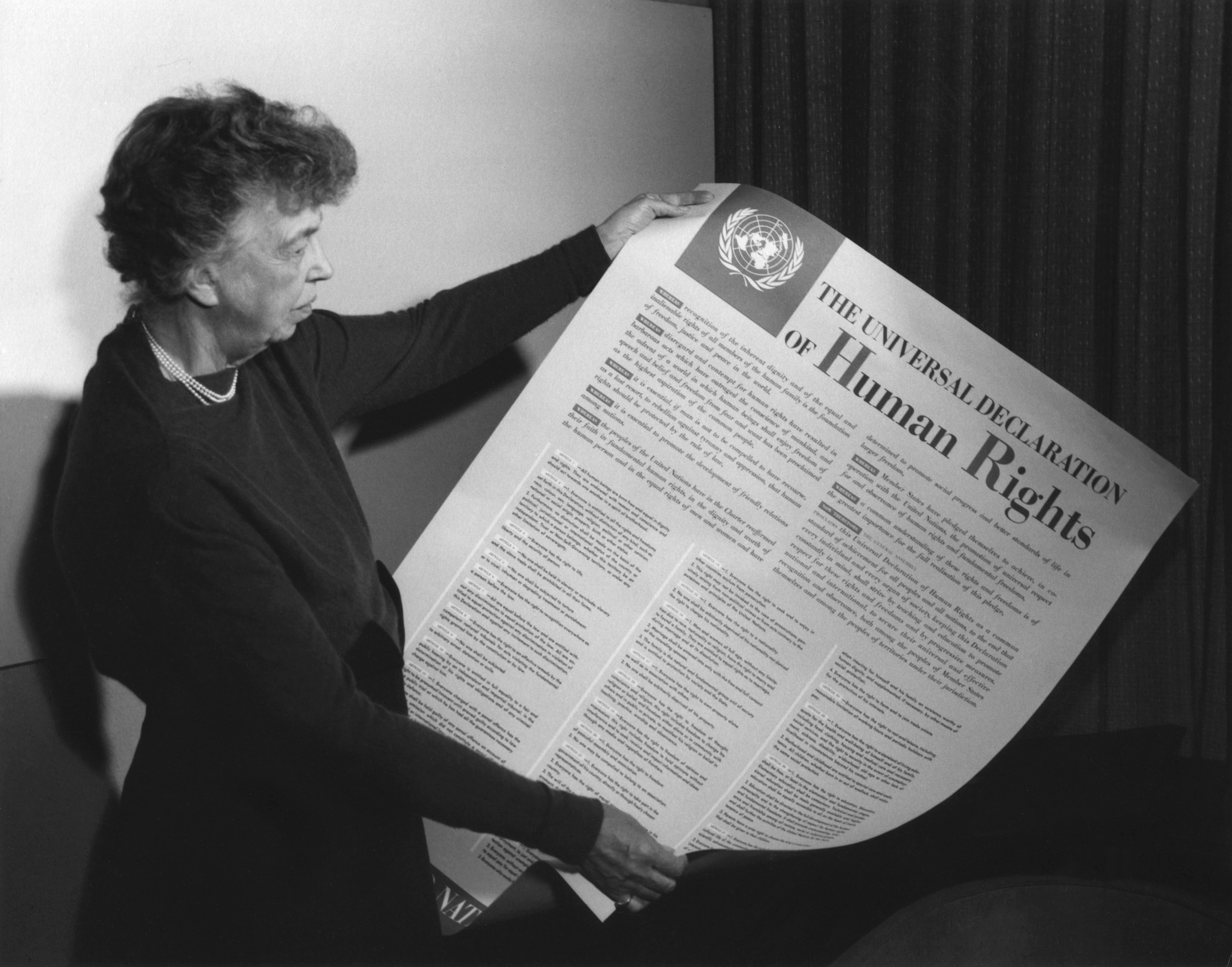
Eleanor Roosevelt mit einem Ausdruck der AEMR auf Englisch (Universal Declaration of Human Rights, November 1949)

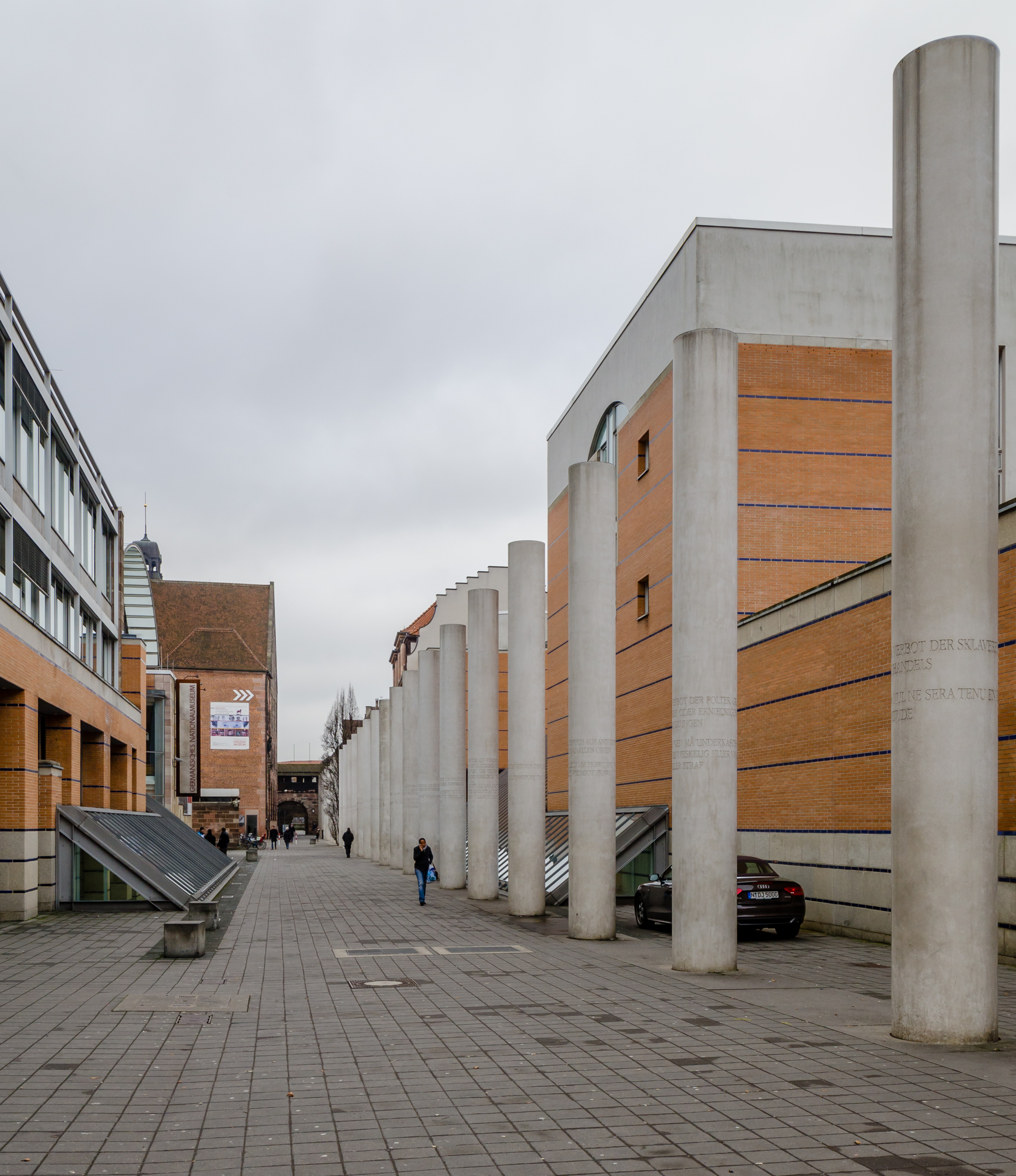
Straße der Menschenrechte von Dani Karavan in Nürnberg (1993)

- Artikel 1 (Freiheit, Gleichheit, Brüderlichkeit)
Alle Menschen sind frei und gleich an Würde und Rechten geboren. Sie sind mit Vernunft und Gewissen begabt und sollen einander im Geist der Brüderlichkeit begegnen.
- Artikel 2 (Verbot der Diskriminierung)
Jeder hat Anspruch auf die in dieser Erklärung verkündeten Rechte und Freiheiten ohne irgendeinen Unterschied, etwa nach Rasse, Hautfarbe, Geschlecht, Sprache, Religion, politischer oder sonstiger Überzeugung, nationaler oder sozialer Herkunft, Vermögen, Geburt oder sonstigem Stand.
Des Weiteren darf kein Unterschied gemacht werden auf Grund der politischen, rechtlichen oder internationalen Stellung des Landes oder Gebiets, dem eine Person angehört, gleichgültig ob dieses unabhängig ist, unter Treuhandschaft steht, keine Selbstregierung besitzt oder sonst in seiner Souveränität eingeschränkt ist.
- Artikel 3 (Recht auf Leben und Freiheit)
Jeder hat das Recht auf Leben, Freiheit und Sicherheit der Person.
- Artikel 4 (Verbot der Sklaverei und des Sklavenhandels)
Niemand darf in Sklaverei oder Leibeigenschaft gehalten werden; Sklaverei und Sklavenhandel sind in allen ihren Formen verboten.
- Artikel 5 (Verbot der Folter)
Niemand darf der Folter oder grausamer, unmenschlicher oder erniedrigender Behandlung oder Strafe unterworfen werden.
- Artikel 6 (Anerkennung als Rechtsperson)
Jeder hat das Recht, überall als rechtsfähig anerkannt zu werden.
- Artikel 7 (Gleichheit vor dem Gesetz)
Alle Menschen sind vor dem Gesetz gleich und haben ohne Unterschied Anspruch auf gleichen Schutz durch das Gesetz. Alle haben Anspruch auf gleichen Schutz gegen jede Diskriminierung, die gegen diese Erklärung verstößt, und gegen jede Aufhetzung zu einer derartigen Diskriminierung.
- Artikel 8 (Anspruch auf Rechtsschutz)
Jeder hat Anspruch auf einen wirksamen Rechtsbehelf bei den zuständigen innerstaatlichen Gerichten gegen Handlungen, durch die seine ihm nach der Verfassung oder nach dem Gesetz zustehenden Grundrechte verletzt werden.
- Artikel 9 (Schutz vor Verhaftung und Ausweisung)
Niemand darf willkürlich festgenommen, in Haft gehalten oder des Landes verwiesen werden.
- Artikel 10 (Anspruch auf faires Gerichtsverfahren)
Jeder hat bei der Feststellung seiner Rechte und Pflichten sowie bei einer gegen ihn erhobenen strafrechtlichen Beschuldigung in voller Gleichheit Anspruch auf ein gerechtes und öffentliches Verfahren vor einem unabhängigen und unparteiischen Gericht.
- Artikel 11 (Unschuldsvermutung)
  1. Jeder, der wegen einer strafbaren Handlung beschuldigt wird, hat das Recht, als unschuldig zu gelten, solange seine Schuld nicht in einem öffentlichen Verfahren, in dem er alle für seine Verteidigung notwendigen Garantien gehabt hat, gemäß dem Gesetz nachgewiesen ist.
  2. Niemand darf wegen einer Handlung oder Unterlassung verurteilt werden, die zur Zeit ihrer Begehung nach innerstaatlichem oder internationalem Recht nicht strafbar war. Ebenso darf keine schwerere Strafe als die zum Zeitpunkt der Begehung der strafbaren Handlung angedrohte Strafe verhängt werden.
- Artikel 12 (Freiheitssphäre des Einzelnen)
Niemand darf willkürlichen Eingriffen in sein Privatleben, seine Familie, seine Wohnung und seinen Schriftverkehr oder Beeinträchtigungen seiner Ehre und seines Rufes ausgesetzt werden. Jeder hat Anspruch auf rechtlichen Schutz gegen solche Eingriffe oder Beeinträchtigungen.
- Artikel 13 (Freizügigkeit und Auswanderungsfreiheit)
  1. Jeder hat das Recht, sich innerhalb eines Staates frei zu bewegen und seinen Aufenthaltsort frei zu wählen.
  2. Jeder hat das Recht, jedes Land, einschließlich seines eigenen, zu verlassen und in sein Land zurückzukehren.
- Artikel 14 (Asylrecht)  
  1. Jeder hat das Recht, in anderen Ländern vor Verfolgung Asyl zu suchen und zu genießen.
  2. Dieses Recht kann nicht in Anspruch genommen werden im Falle einer Strafverfolgung, die tatsächlich auf Grund von Verbrechen nichtpolitischer Art oder auf Grund von Handlungen erfolgt, die gegen die Ziele und Grundsätze der Vereinten Nationen verstoßen.
- Artikel 15 (Recht auf Staatsangehörigkeit)
  1. Jeder hat das Recht auf eine Staatsangehörigkeit.
  2. Niemandem darf seine Staatsangehörigkeit willkürlich entzogen noch das Recht versagt werden, seine Staatsangehörigkeit zu wechseln.
- Artikel 16 (Eheschließung, Familie)
  1. Heiratsfähige Frauen und Männer haben ohne Beschränkung auf Grund der Rasse, der Staatsangehörigkeit oder der Religion das Recht, zu heiraten und eine Familie zu gründen. Sie haben bei der Eheschließung, während der Ehe und bei deren Auflösung gleiche Rechte.
  2. Eine Ehe darf nur bei freier und uneingeschränkter Willenseinigung der künftigen Ehegatten geschlossen werden.
  3. Die Familie ist die natürliche Grundeinheit der Gesellschaft und hat Anspruch auf Schutz durch Gesellschaft und Staat.
- Artikel 17 (Recht auf Eigentum)
  1. Jeder hat das Recht, sowohl allein als auch in Gemeinschaft mit anderen Eigentum innezuhaben.
  2. Niemand darf willkürlich seines Eigentums beraubt werden.
- Artikel 18 (Gedanken-, Gewissens-, Religionsfreiheit)
Jeder hat das Recht auf Gedanken-, Gewissens- und Religionsfreiheit; dieses Recht schließt die Freiheit ein, seine Religion oder Überzeugung zu wechseln, sowie die Freiheit, seine Religion oder Weltanschauung allein oder in Gemeinschaft mit anderen, öffentlich oder privat durch Lehre, Ausübung, Gottesdienst und Kulthandlungen zu bekennen.
- Artikel 19 (Meinungs- und Informationsfreiheit)
Jeder hat das Recht auf Meinungsfreiheit und freie Meinungsäußerung; dieses Recht schließt die Freiheit ein, Meinungen ungehindert anzuhängen sowie über Medien jeder Art und ohne Rücksicht auf Grenzen Informationen und Gedankengut zu suchen, zu empfangen und zu verbreiten.
- Artikel 20 (Versammlungs- und Vereinigungsfreiheit)
  1. Alle Menschen haben das Recht, sich friedlich zu versammeln und zu Vereinigungen zusammenzuschließen.
  2. Niemand darf gezwungen werden, einer Vereinigung anzugehören.

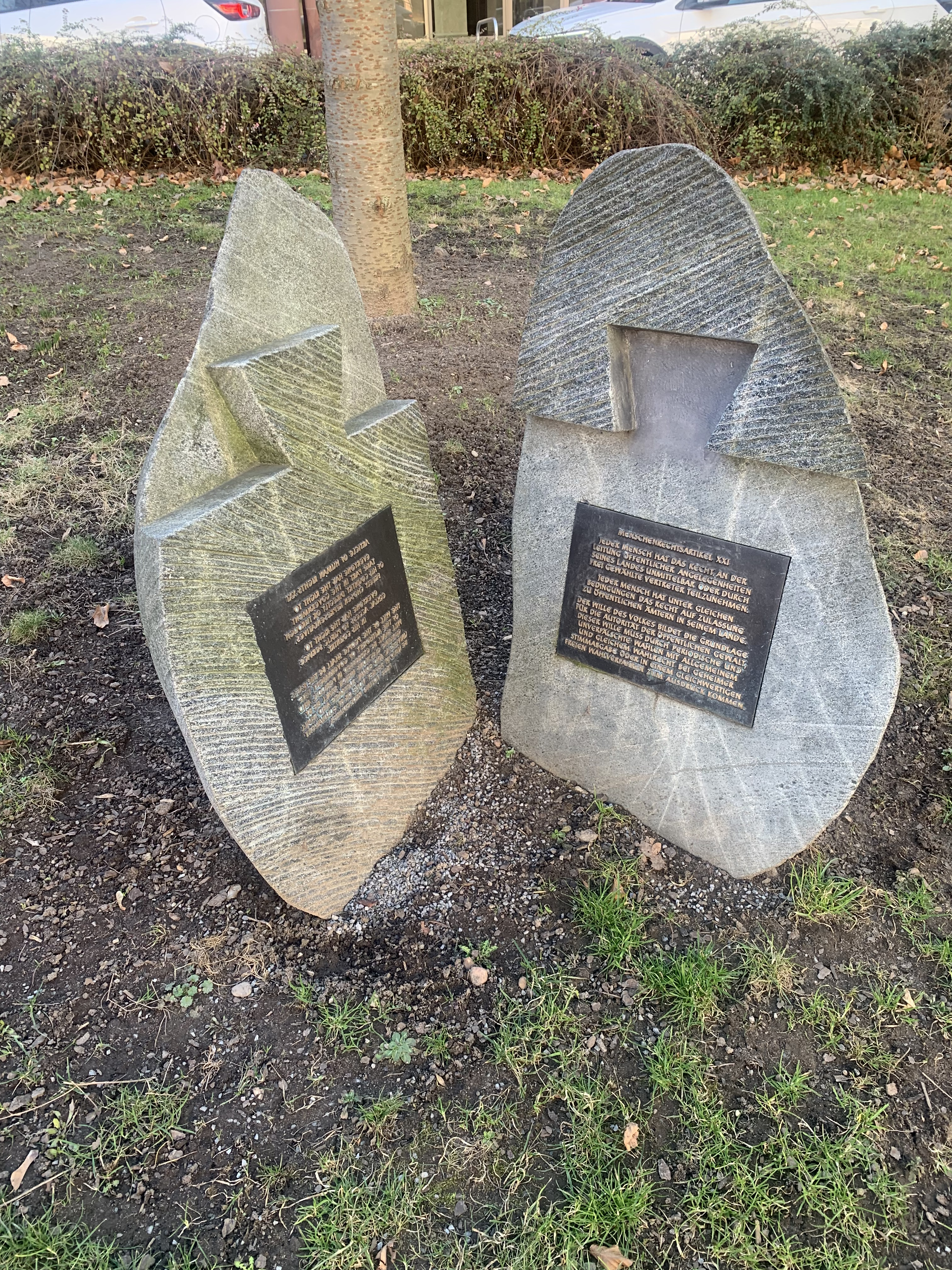
Denkmal Artikel 21 in Aschaffenburg

- Artikel 21 (Allgemeines und gleiches Wahlrecht)
  1. Jeder hat das Recht, an der Gestaltung der öffentlichen Angelegenheiten seines Landes unmittelbar oder durch frei gewählte Vertreter mitzuwirken.
  2. Jeder hat das Recht auf gleichen Zugang zu öffentlichen Ämtern in seinem Lande.
  3. Der Wille des Volkes bildet die Grundlage für die Autorität der öffentlichen Gewalt; dieser Wille muss durch regelmäßige, unverfälschte, allgemeine und gleiche Wahlen mit geheimer Stimmabgabe oder in einem gleichwertigen freien Wahlverfahren zum Ausdruck kommen.
- Artikel 22 (Recht auf soziale Sicherheit)
Jeder hat als Mitglied der Gesellschaft das Recht auf soziale Sicherheit und Anspruch darauf, durch innerstaatliche Maßnahmen und internationale Zusammenarbeit sowie unter Berücksichtigung der Organisation und der Mittel jedes Staates in den Genuss der wirtschaftlichen, sozialen und kulturellen Rechte zu gelangen, die für seine Würde und die freie Entwicklung seiner Persönlichkeit unentbehrlich sind.
- Artikel 23 (Recht auf Arbeit, gleichen Lohn)
  1. Jeder hat das Recht auf Arbeit, auf freie Berufswahl, auf gerechte und befriedigende Arbeitsbedingungen sowie auf Schutz vor Arbeitslosigkeit.
  2. Jeder, ohne Unterschied, hat das Recht auf gleichen Lohn für gleiche Arbeit.
  3. Jeder, der arbeitet, hat das Recht auf gerechte und befriedigende Entlohnung, die ihm und seiner Familie eine der menschlichen Würde entsprechende Existenz sichert, gegebenenfalls ergänzt durch andere soziale Schutzmaßnahmen.
  4. Jeder hat das Recht, zum Schutz seiner Interessen Gewerkschaften zu bilden und solchen beizutreten.
- Artikel 24 (Recht auf Erholung und Freizeit)
Jeder hat das Recht auf Erholung und Freizeit und insbesondere auf eine vernünftige Begrenzung der Arbeitszeit und regelmäßigen bezahlten Urlaub.
- Artikel 25 (Recht auf Wohlfahrt)
  1. Jeder hat das Recht auf einen Lebensstandard, der seine und seiner Familie Gesundheit und Wohl gewährleistet, einschließlich Nahrung, Kleidung, Wohnung, ärztliche Versorgung und notwendige soziale Leistungen, sowie das Recht auf Sicherheit im Falle von Arbeitslosigkeit, Krankheit, Invalidität oder Verwitwung, im Alter sowie bei anderweitigem Verlust seiner Unterhaltsmittel durch unverschuldete Umstände.
  2. Mütter und Kinder haben Anspruch auf besondere Fürsorge und Unterstützung. Alle Kinder, eheliche wie außereheliche, genießen den gleichen sozialen Schutz.
- Artikel 26 (Recht auf Bildung)
  1. Jeder hat das Recht auf Bildung. Die Bildung ist unentgeltlich, zum mindesten der Grundschulunterricht und die grundlegende Bildung. Der Grundschulunterricht ist obligatorisch. Fach- und Berufsschulunterricht müssen allgemein verfügbar gemacht werden, und der Hochschulunterricht muss allen gleichermaßen entsprechend ihren Fähigkeiten offenstehen.
  2. Die Bildung muss auf die volle Entfaltung der menschlichen Persönlichkeit und auf die Stärkung der Achtung vor den Menschenrechten und Grundfreiheiten gerichtet sein. Sie muss zu Verständnis, Toleranz und Freundschaft zwischen allen Nationen und allen rassischen oder religiösen Gruppen beitragen und der Tätigkeit der Vereinten Nationen für die Wahrung des Friedens förderlich sein.
  3. Die Eltern haben ein vorrangiges Recht, die Art der Bildung zu wählen, die ihren Kindern zuteilwerden soll.
- Artikel 27 (Freiheit des Kulturlebens)
  1. Jeder hat das Recht, am kulturellen Leben der Gemeinschaft frei teilzunehmen, sich an den Künsten zu erfreuen und am wissenschaftlichen Fortschritt und dessen Errungenschaften teilzuhaben.
  2. Jeder hat das Recht auf Schutz der geistigen und materiellen Interessen, die ihm als Urheber von Werken der Wissenschaft, Literatur oder Kunst erwachsen.
- Artikel 28 (Soziale und internationale Ordnung)
Jeder hat Anspruch auf eine soziale und internationale Ordnung, in der die in dieser Erklärung verkündeten Rechte und Freiheiten voll verwirklicht werden können.
- Artikel 29 (Grundpflichten)
  1. Jeder hat Pflichten gegenüber der Gemeinschaft, in der allein die freie und volle Entfaltung seiner Persönlichkeit möglich ist.
  2. Jeder ist bei der Ausübung seiner Rechte und Freiheiten nur den Beschränkungen unterworfen, die das Gesetz ausschließlich zu dem Zweck vorsieht, die Anerkennung und Achtung der Rechte und Freiheiten anderer zu sichern und den gerechten Anforderungen der Moral, der öffentlichen Ordnung und des allgemeinen Wohles in einer demokratischen Gesellschaft zu genügen.
  3. Diese Rechte und Freiheiten dürfen in keinem Fall im Widerspruch zu den Zielen und Grundsätzen der Vereinten Nationen ausgeübt werden.
- Artikel 30 (Auslegungsregel)
Keine Bestimmung dieser Erklärung darf dahin ausgelegt werden, dass sie für einen Staat, eine Gruppe oder eine Person irgendein Recht begründet, eine Tätigkeit auszuüben oder eine Handlung zu begehen, welche die Beseitigung der in dieser Erklärung verkündeten Rechte und Freiheiten zum Ziel hat.[18]

## Weiterführendes

### Konferenzen und Öffentlichkeitsarbeit
Die erste Weltmenschenrechtskonferenz fand 1968 in Teheran statt. Die zweite Weltmenschenrechtskonferenz wurde von den Vereinten Nationen vom 14. bis 25. Juni 1993 in Wien abgehalten, wenige Jahre nach dem Ende des Kalten Krieges und der Blockkonfrontation. In der Abschlusserklärung bekannten sich die fast vollzählig versammelten 171 Staaten einmütig zu ihren menschenrechtlichen Verpflichtungen.

Logo

Eine im Jahr 2010 gestartete Initiative suchte nach einem universellen Logo für Menschenrechte. Aus über 15.300 Vorschlägen aus mehr als 190 Ländern bestimmte eine Jury ab Juli 2011 die besten Zehn. Das Gewinnerlogo stammt von Predrag Stakić aus Serbien und verbindet die Silhouette einer Hand mit der eines Vogels.
In Deutschland haben der Börsenverein des deutschen Buchhandels und die Frankfurter Buchmesse zum 70. Jubiläum der Charta, gemeinsam mit ARTE, ZDF und Der Spiegel, ein Aktionsbündnis „WE ARE ON THE SAME PAGE“ ins Leben gerufen. Gemeinsam wollen sie zeigen, wie wichtig es ist, die universellen Rechte zu verteidigen. Amnesty International unterstützt die Aktion, die ab September 2018 läuft und ihren Höhepunkt auf der Buchmesse Mitte Oktober findet. Jede Person oder Institution kann ihre Unterstützung erklären.

„Die Menschenrechte sind universell. Sie bekräftigen die Würde und den Wert der menschlichen Persönlichkeit. Sie sind die Basis für die Arbeit der Buch- und Medienbranche weltweit. Das Recht auf Meinungs- und Publikationsfreiheit, auf Bildung, geistiges Eigentum und das Recht, Versammlungen abzuhalten, sind für das Wirken unserer Branche essenziell. Nur dort, wo die Menschenrechte gelten, können wir auch uneingeschränkt und frei publizieren. Sie sind die Voraussetzung dafür, Wissen zu verbreiten, Ideen über Grenzen hinweg zu teilen, Geschichten überall zu erzählen und Menschen auf der ganzen Welt zu inspirieren. 147 Länder haben die Menschenrechte anerkannt, viele von ihnen verletzen jedoch jeden Tag diese universellen Grundrechte … Wir appellieren an die Politik, sich ohne Ausnahme für die Menschenrechte einzusetzen.“

### Ökologische Interpretation der Menschenrechte
Der Zusammenhang zwischen allgemeinen Menschenrechten und Umweltschutz besteht in den elementaren „Voraussetzungen wie Nahrung, Wasser, ein stabiles Globalklima, Frieden oder schlicht Leben und Gesundheit“ für die Existenz von Menschen. Nahrung und Wasser als Existenzminimum beispielsweise sind „durch den Klimawandel wenigstens in Teilen der Welt potentiell prekär“.
Einen Ansatz, um auf diese Herausforderungen zu reagieren, stellen die Nachhaltigen Entwicklungsziele der Vereinten Nationen (UN) dar, die der Sicherung einer nachhaltigen Entwicklung auf ökonomischer, sozialer sowie ökologischer Ebene dienen sollen. Auf dem Weltgipfel für nachhaltige Entwicklung 2015 wurden 17 Oberziele verabschiedet, die durch 169 Unterziele erläutert und konkretisiert werden.

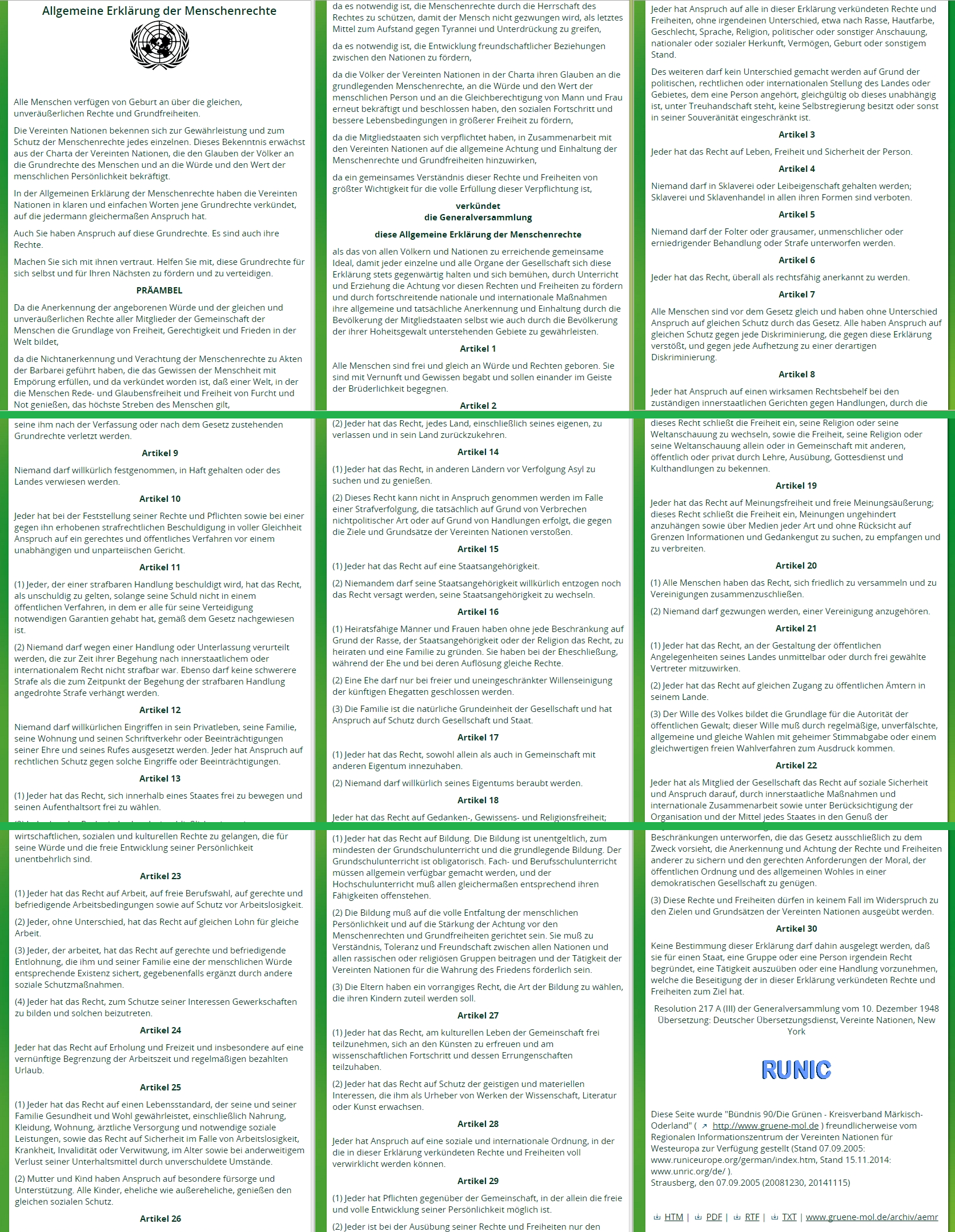
Text der AEMR auf Wikimedia Commons bzw. Wikisource
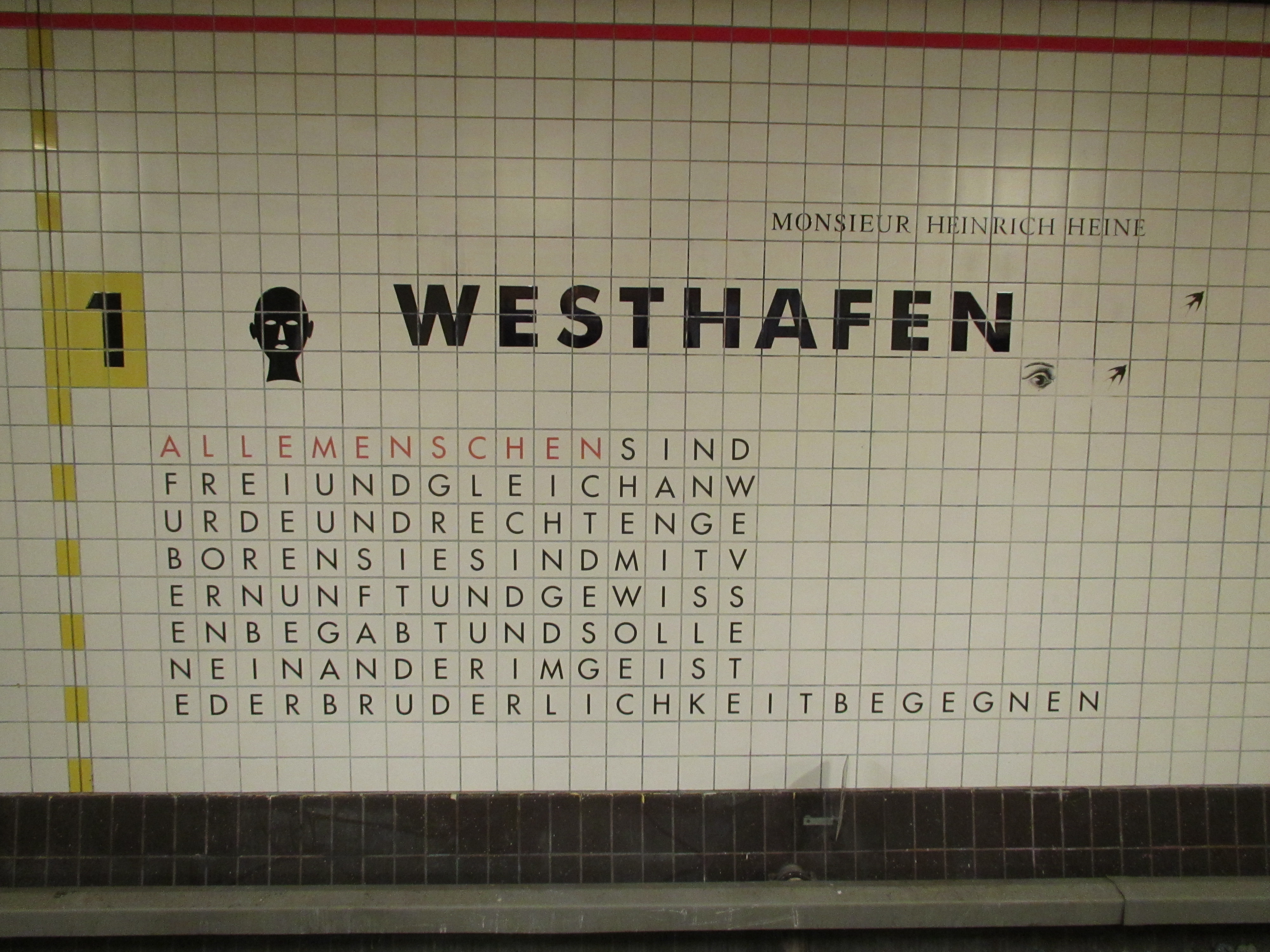
AEMR im U-Bahnhof Berlin Westhafen
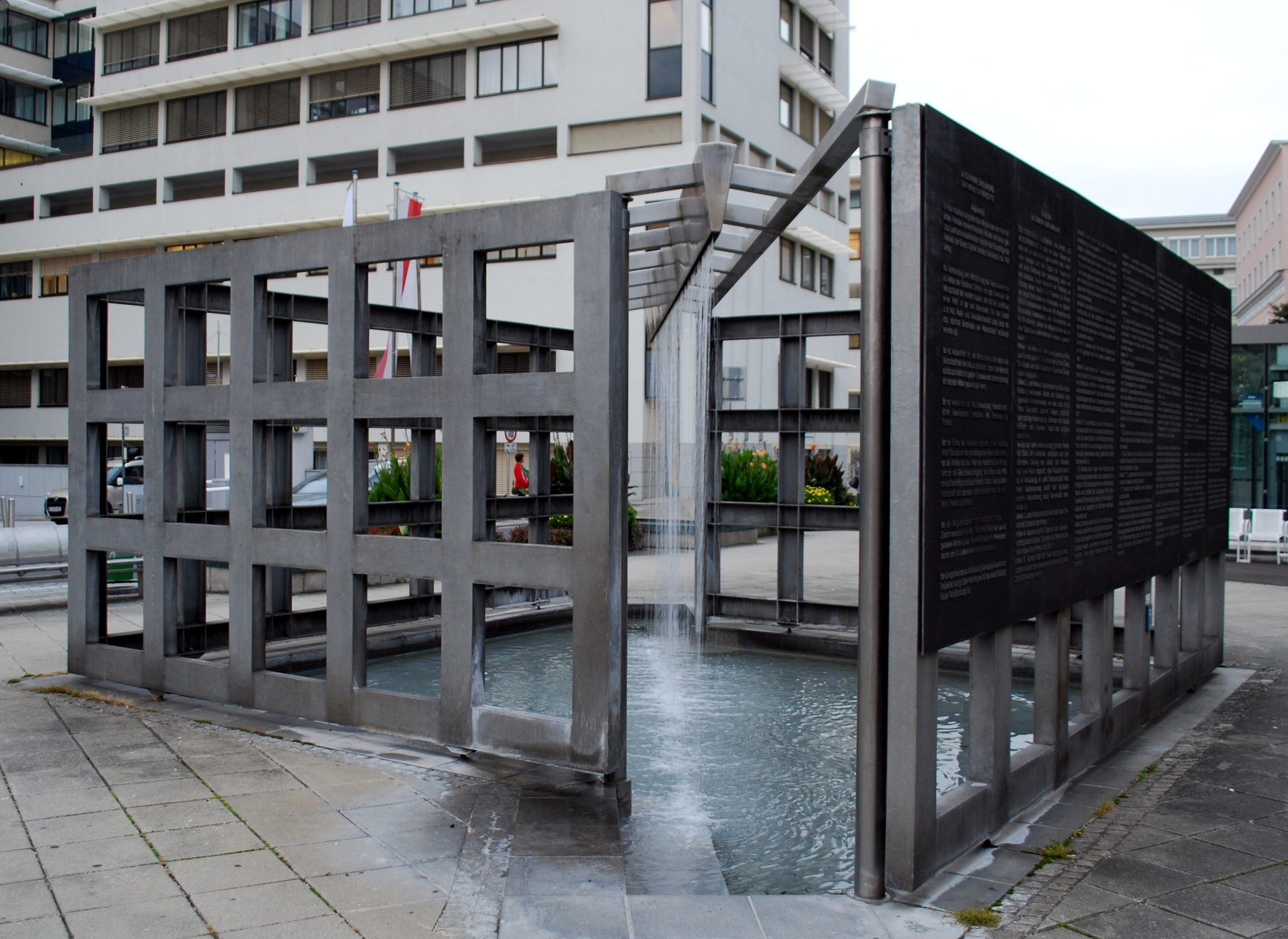
Jubiläumsbrunnen[23] Friedensplatz, Linz, Seilerstätte